# Cantón Pucará
Pucará es un cantón de la provincia de Azuay, Ecuador a 122 km de la ciudad de Cuenca, capital de la provincia. Es conocido como "Sucursal del cielo" por la diversidad de sus atractivos turísticos. Según el censo de 2010 tiene una población de 12.000 habitantes. Es una amplia zona ubicada al suroccidente de la provincia de Azuay, formando parte de un ramal occidental de la cordillera de los Andes, denominado cordillera de Mollepongo, que desde Fierro Loma a una altitud de 4.070 m s. n. m. aproximadamente, desciende hasta la llanura costera del Océano Pacífico.  Es el segundo cantón más grande de la provincia, a pesar de las subdivisiones que lo han ido fraccionando. Según consta en los archivos parroquiales de Pucará, su extensión territorial superaba los mil trescientos km² .

## División política

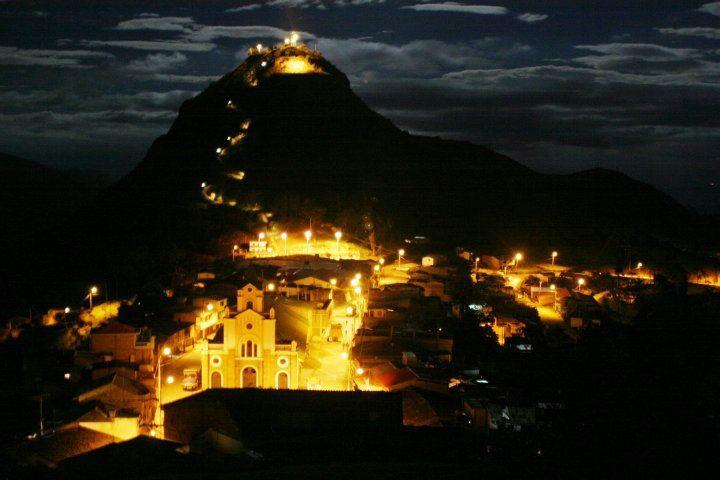

El territorio de Pucará, políticamente está dividido en dos parroquias: 

### Parroquia urbana
- Pucará (cabecera cantonal)

### Parroquia rural
- San Rafael de Sharug

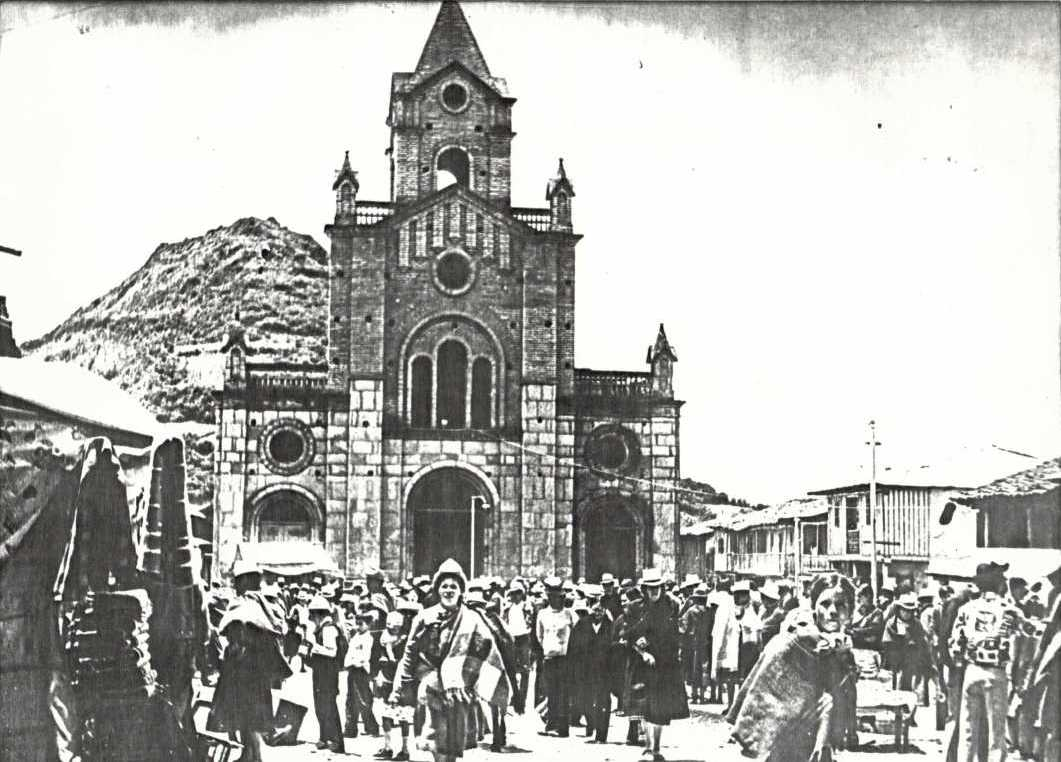
Pucará (siglo XX)

También cuenta con comunidades sobresalientes como Sarayunga y Gramalote, en la zona subtropical; Cerro Negro,  en la zona templada y en la zona alta o fría destacan comunidades como Manzano, Pelincay, La Dolorosa, etc, que tienen influencia directa económicamente.

## Historia y toponimia
Los primeros pobladores llegaron hace 2.000 años a. C., así lo atestiguan los restos arqueológicos encontrados en la zona. Las culturas Machalilla y Valdivia, tuvieron influencia según muestras de conchas y mullos que hoy se encuentra en el museo Ángel Montes. También la cultura Cañari e Inca se asentaron en esta zona, fruto de esta fusión, son las ruinas arqueológicas del mirador, en Huasipamba.
Pucará tiene la denominación de caserío en la época colonial y aunque en los primeros años no tuvo importancia, el padre Juan de Velasco ya lo consigna en los mapas del Reino de Quito. En el año 1775 se constituye como parroquia eclesiástica con la llegada del sacerdote José Mariano Beltrán. Como parroquia civil comienza en enero de 1808 siendo una de las primeras parroquias rurales del cantón Cuenca y dividiéndose en tres grandes Haciendas, Hualguro - Ñugro al Este, Mollepongo al Oeste, y Puculcay, al Norte. Posteriormente, este territorio se ha ido fraccionando hasta dar lugar a las parroquias como: Pucará, San Pablo de Shaglli, El Carmen de Pijilí y ,Camilo Ponce Enríquez.
A partir de septiembre de 1852 forma parte del cantón Girón, fijándose como asentamiento poblacional en la mitad de dos cerros "Zhalo" y "Barizhigua", poniendo así fin a la riña discordante con pobladores de Pelincay que querían que el pueblo de Pucará se edificará en los amplios territorios de Cochapamba o Pelincay. El 20 de enero de 1945 pasa a ser jurisdicción del cantón Santa Isabel al que perteneció hasta que el Plenario de las Comisiones Legislativas permanentes dictó el decreto de su canonización, que fue publicado en el Registro Oficial n.º 985, el 25 de julio de 1988.
Actualmente su expansión ocupa un área de 826 km² y, verticalmente entre los 4070 y 200 km, con cuatro zonas climáticas, perfectamente diferenciadas: Fría, templada, subtropical y tropical esto implica la existencia de un sistema ecológico muy particular que recuerda el ideal andino de autoabastecimiento conseguido mediante el control simultáneo de varios pisos ecológicos.
Su cabecera cantonal se ubica a 3.800 m.s.n.m., entre dos colinas denominadas Zhalo y Barizhigua, conformado por las parroquias San Rafael de Sharug y Ponce Enríquez, esta última en la actualidad ya no pertenece a Pucará, alcanzó la categoría de cantón, con una población de 20.382 habitantes y 62 comunidades.
La palabra Pucará: es término de origen quechua (puka = rojo y rá = antes ). Significa fortaleza, castillo militar, lugar elevado, sitio estratégico y de defensa, posición de combate, razón por la cual en tiempos de los Incas este territorio se utilizó para asentar las bases militares, en su lucha para la conquista del Reino de Quito. Al mismo tiempo se refiere "a una fiesta celebrada por los nativos de la provincia de Imbabura", "un fuego de un carnaval indígena" "montículos arqueológicos preincaicos" es un término que designa a "una cultura preincaica del departamento de puno en Perú". En todos los países andinos existen construcciones, lugares y poblaciones que reciben el nombre de Pucará, en especial en lugares montañosos y de dominación Incaica como Perú, Bolivia, Chile y Argentina.
En este territorio se localiza el trazado del triángulo lunar, partiendo del cerro de Zhalo una línea recta al cerro Pucará, en la Comunidad Las Nieves, para luego unirse al otro vértice de las ruinas arqueológicas del cerro Huasipamba, de esta forma obteniendo el trazado del triángulo lunar, además, que en las tres cimas de los cerros antes citados existen ruinas arqueológicas y vestigios invalorables dejados por nuestro antepasados. Aún no existen estudios científicos sobre el significado de este triángulo, pero se presume que fue trazo de acuerdo a la alineación de los astros para rendir tributo y adoración.

## Geografía

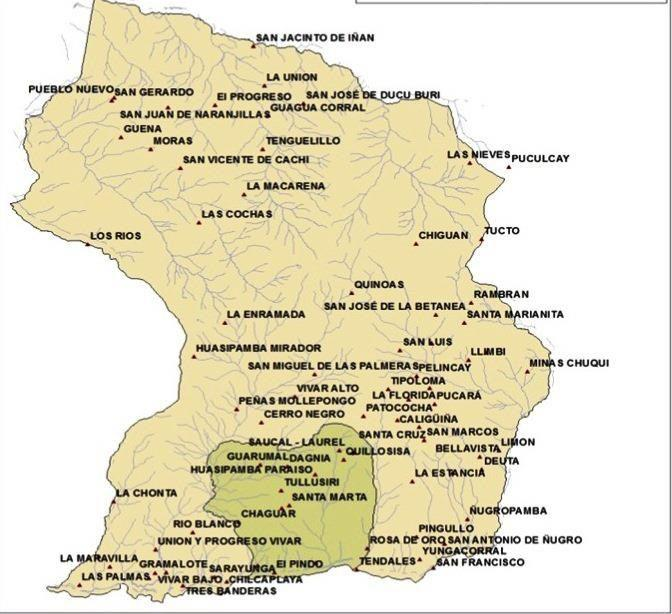
Mapa político de Pucará

Limita al norte y este con el cantón Santa Isabel; al noroeste con el cantón Camilo Ponce Enríquez; al sur con el cantón Zaruma y Uzhcurrumi del cantón Pasaje, al centro oeste con el cantón El Guabo, y al suroeste con el cantón Pasaje. Queda a una distancia de 126 km de la ciudad de Cuenca por la vía Girón-Pasaje y un recorrido de 35 km por carretero lastrado.
Pucará goza de una gran variedad de climas, esto debido a su ubicación y a su diversidad de pisos climáticos claramente diferenciados, el piso frío Glacial, que va desde los 3.000 hasta los 4.070 m s. n. m., su temperatura oscila entre los 2° y 16°, con un panorama típico de estos climas, bosques de paja y esponjas de ciénagas que dan origen a manantiales de agua y a los riachuelos que más abajo forma ríos caudalosos; en este piso se encuentra el centro cantonal. 
En las zonas subtropical, tropical y templado en cambio, su temperatura oscila entre los 13° y 28°.

## Lugares turísticos
Pucará goza de características paisajísticas que son privilegiadas por su belleza natural. Premiada por su situación al extremo sur occidente de la Provincia de Azuay.

### Laguna de Ñariguiña

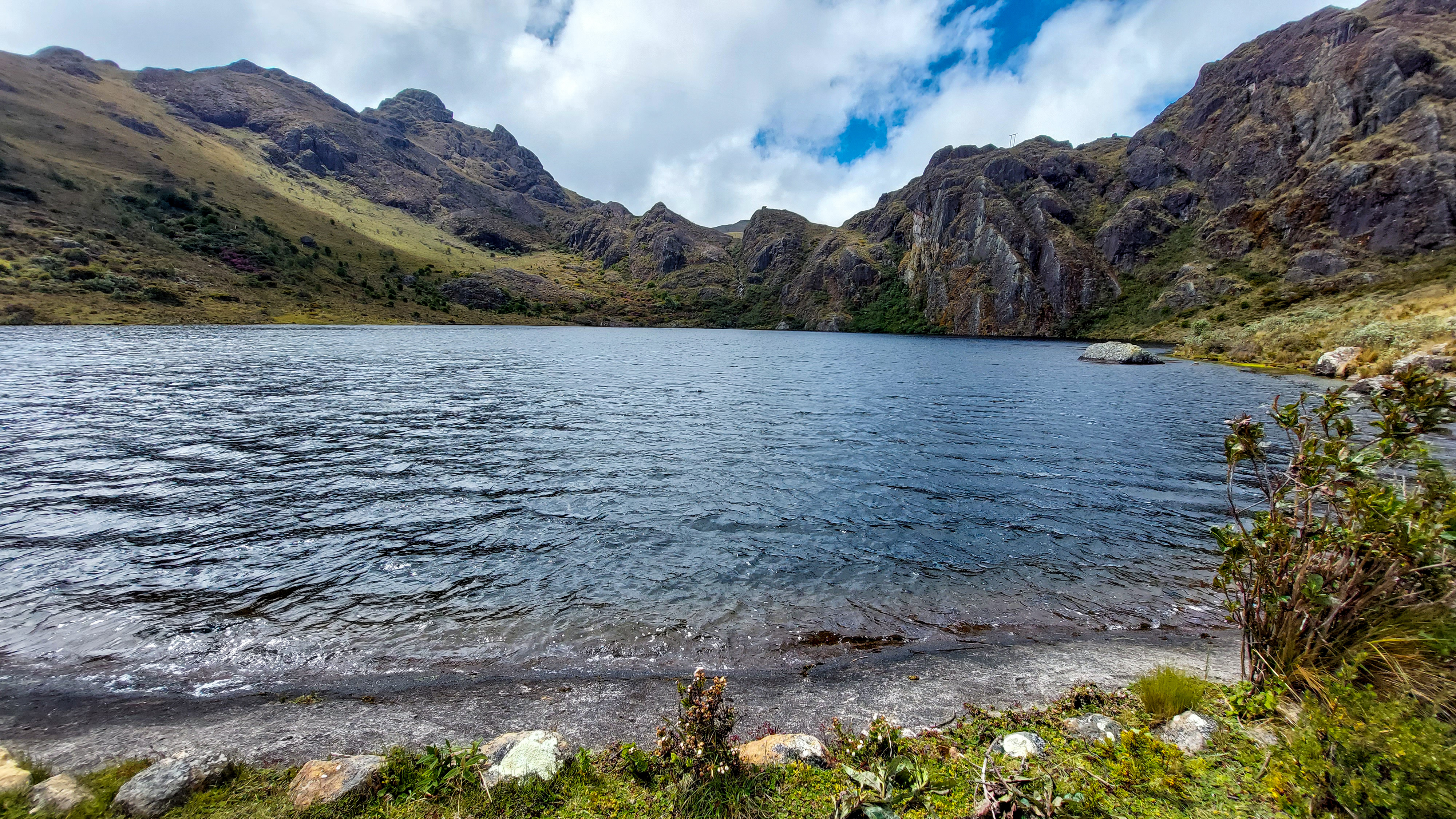
Laguna de Ñariguiña.

Se caracteriza por poseer una forma más o menos circular, de aguas cristalinas, rodeada de bellas montañas, de los más pronunciados riscos y vegetación autóctona de esta zona. Se encuentra ubicada a 16 km de la cabecera cantonal, en la parte inferior de la elevación más pronunciada de la cordillera de Mollepongo denominada Cerro de Ñariguiña.
En sus aguas existe variedad de fauna silvestre como truchas, aves que adornan con sus exuberantes plumas, patos silvestres, mirlos, tórtolas, colibríes, etc, que brindan tranquilidad y armonía en su naturaleza. La flora también no se hace faltar, además de poseer vegetación arbustiva y herbácea, es caracterizada por especies como el romerillo de páramo, pajonales y por distintas especies vegetales que causan humedad dando lugar a terrenos movedizos y suaves. 

#### Leyenda
En la parte más alta del cantón Pucará, en la cordillera de Molle-pongo se ubica la laguna Ñariguiña, un gran atractivo turístico que en la actualidad es visitado por los amantes de la naturaleza y muchos aventureros, pero tras este gran encanto natural nace una legendaria leyenda que llama la atención, es pues por la misma formación de esta laguna.
Se dice que algunos años atrás la mencionada laguna no existía, si no únicamente un camino atravesado por un riachuelo o quebrada y unas cuevas que se ubicaban en la parte alta donde solían refugiarse quienes recorrían este sendero. 
Cierto día, una familia salía de su finca y entre las cosas que llevaban, se encontraba una espléndida paila de cobre y mucho oro sacado de las minas cercanas al lugar, lo hacían con la finalidad de ir a vender en la ciudad. Supuestamente el verano estaba finalizando y el invierno se acercaba. Por el cansancio que los agotaba, debido a la distancia del camino, entonces decidieron acampar en aquel lugar, al ver que comenzó a llover, se pusieron a dormir dejando la paila boca arriba. Era una potente lluvia que duró toda la noche, se dice que cuando el agua de la lluvia rebasó la borda de la paila, ese lugar quedó totalmente encantado. Pero eso no es todo, al darse cuenta la familia que la paila y en especial el oro con demás objetos se hundían en el agua, ambicionaban rescatarlos. Sin embargo quedaron atrapados con todas sus pertenencias y; así dando formación a una majestuosa laguna. 
Después de aquello, supuestamente esta laguna no permitía que nadie se le acerque, era demasiado furiosa y si alguien rondaba por sus senderos, la laguna los atrapaba con sus aguas. Hasta el día en que llegaron unos españoles junto con un sacerdote quienes lograron amansarla, sacando el oro que se encontraba al fondo de la laguna.
Hoy en día es una preciosa laguna que provee agua al cantón, llena de vida silvestre, con muchas especies naturales y de aguas muy tranquilas.

### Ruinas arqueológicas en el mirador de Huasipamba
Pucará es un gran complejo arquitectónico debido a sus grandes cimentaciones tanto en la base como en la cima.

De hacerse un estudio arqueológico permitiría descubrir en todo su esplendor formas y dimensiones de una gran fortaleza o Pucará, este complejo en mención consiste en un cerro acordonado por muros de piedras que forman terrazas planas, observándose piedras de enormes dimensiones similares a la fortaleza de Sacsayhuamán en Perú.

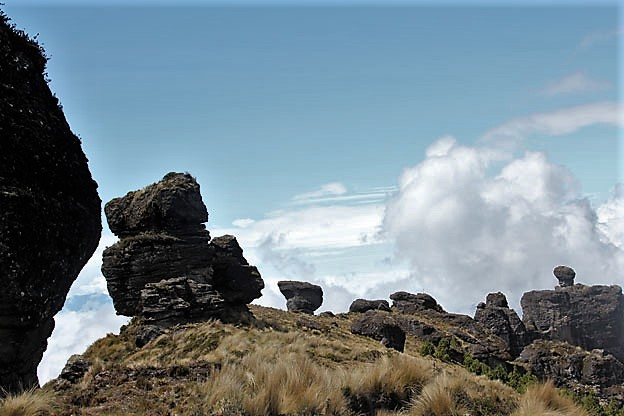
Ruinas arqueológicas
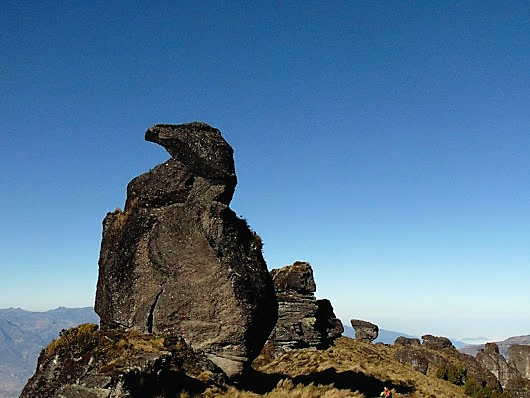

Se encuentra ubicado al Oeste a 20 km del centro cantonal de Pucará. Este gran complejo arqueológico comprende una gran terraza similar a una cancha de fútbol rodeada de grandes cimentaciones y muros de piedra labrada por lo que se presume fue un sitio de importantes ceremonias religiosas. Junto a esta gran explanada existe una grada de piedra formada por 110 escalones que sube desde la terraza hasta la cocina del cerro. La cual se encuentra acordonada de cimentaciones y muros de piedras labradas.

#### Atractivos Cercanos

##### Museo Arqueológico Ángel Montes
Los documentos más antiguos del cantón Pucará datan de 1770, un grupo de científicos contratados por el gobierno militar presidido por el general Guillermo Rodríguez Lara, para el estudio y restauración de las ruinas de ingapirca, señalaron a la zona de Pucará, rica en restos arqueológicos y digno de minuciosos estudios. Los mullos y más de 500 piezas de cerámica, collares, objetos de metal, en piedra como hachas entre otros. Encontradas en el cerro de Barizhigua y en distintos lugares del cantón estas piezas arqueológicas se encuentran en varios estados ya que son de diferentes épocas.

### Cerro Zhalo
La rareza que lo determina y el encanto de su fauna y flora silvestre, es el icono principal que identifica al centro cantonal. Además que es admirado y visitado por muchos aventureros. Hasta el punto que el cerro Zhalo constituye como una de las figuras prioritarias en el escudo de Pucará. 

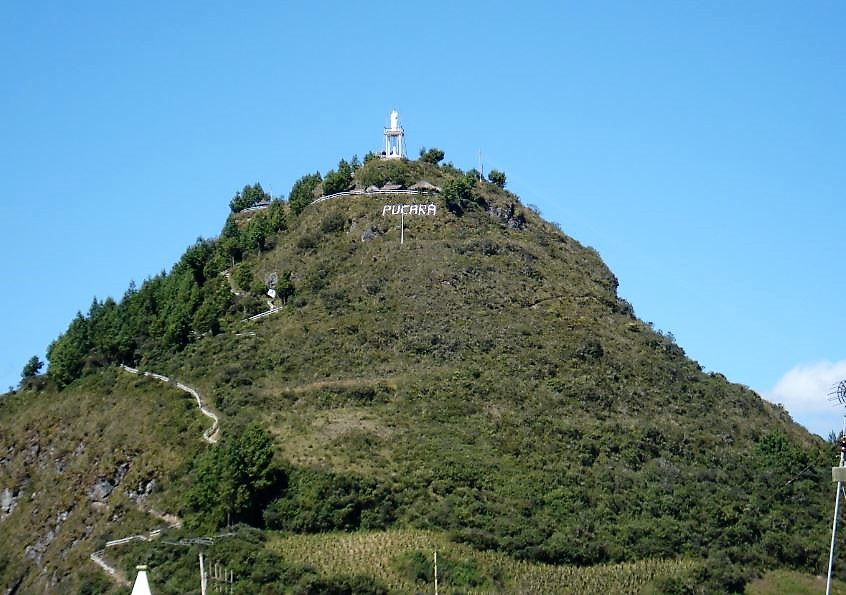
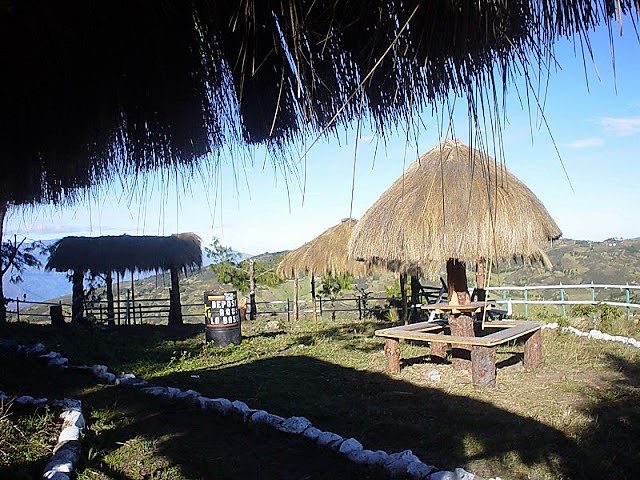
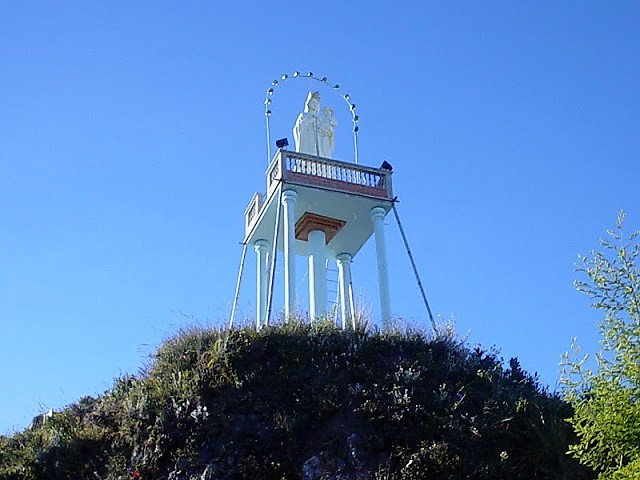
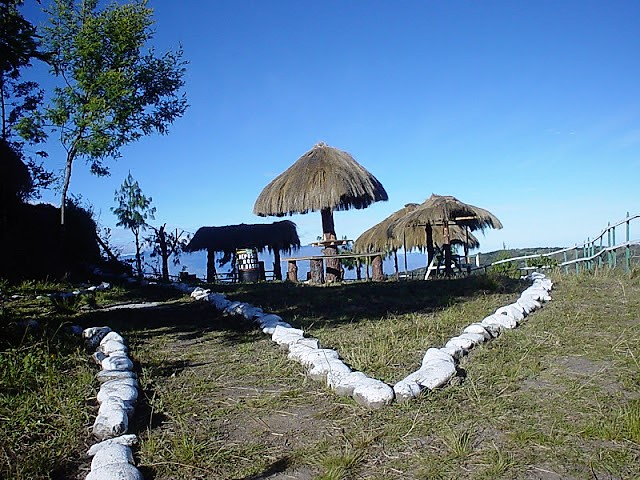
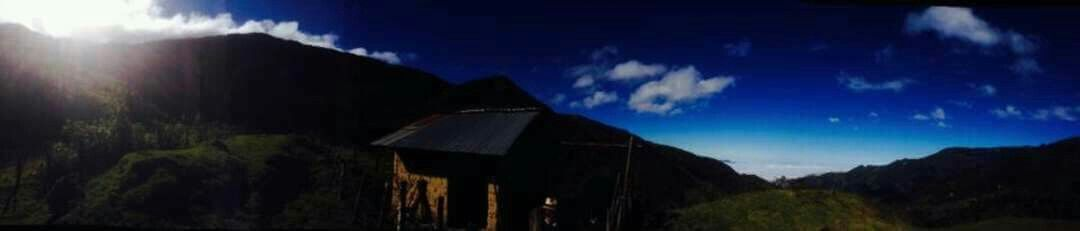
Mirador San Miguel de la Palmeras
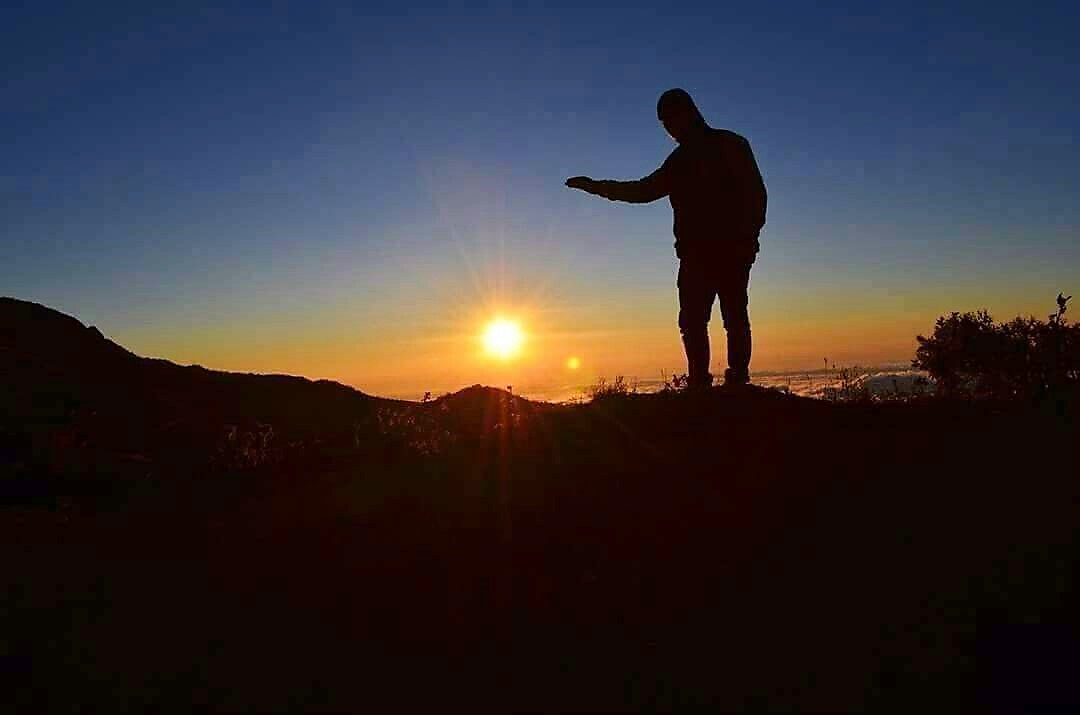
Mirador de Patococha
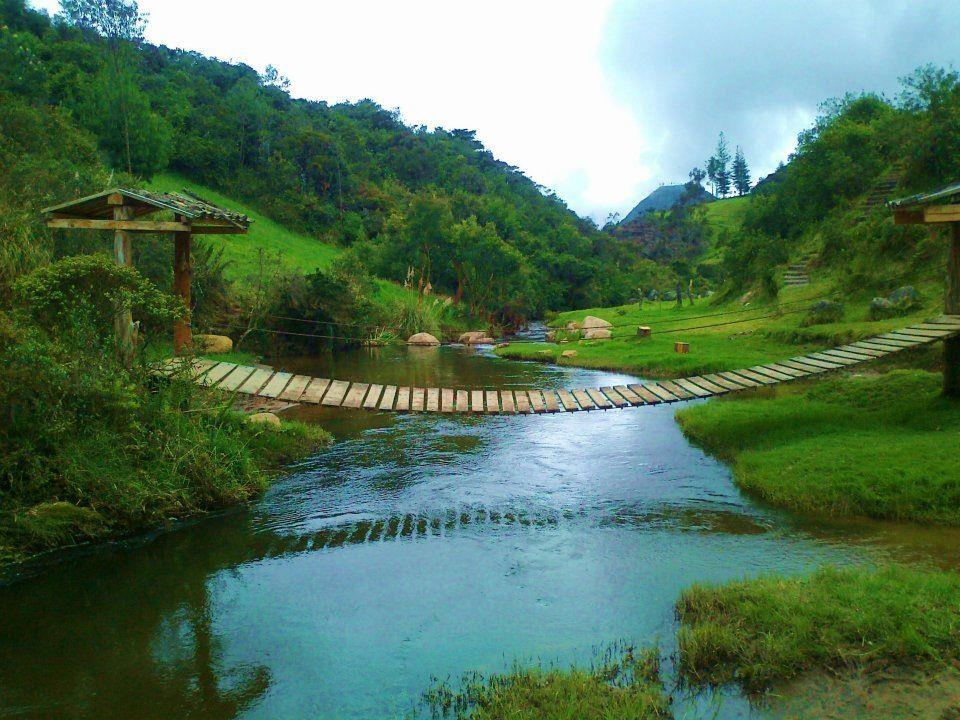
Río Latapamba

El término Zhalo es de origen cañari, con base en la historia, a la llegada de los Incas este cerro era considerado una fortaleza por lo que le denominaron Pucará, de ahí entendemos que en época de los Cañaris lo que hoy es Pucará se llamaba Zhalo.